# 郭良鋆
郭良鋆（1942年9月15日—），中國社會科學院亞洲太平洋研究所退休研究員，中國共產黨員。

## 生平
北京大學東方語言文學系梵語巴利語專業畢業，師承金克木、季羨林。后來被選送到斯里蘭卡留學2年。
她翻译了《經集》，與丈夫黃寶生（現在是中國社會科學院學部委員）合作譯出《印度哲學》、《故事海選》，與黃寶生及同班同學蔣忠新合作翻译《佛本生故事選》，参与翻译全译本《摩訶婆羅多》。著有《佛陀和原始佛教思想》等書。
她和同班同學蔣忠新是1980年代北京大學東方語言文學系梵語巴利語專業的主要教師（其丈夫黃寶生及同班同學趙國華也曾在該系任教），培養了錢文忠等學生。

## 外部連結
- 中國社會科學院亞洲太平洋研究所郭良鋆資料頁
- 中國社會科學院亞洲太平洋研究所黨委祝賀郭良鋆同志生日